# Carnaval (Schumann)
Carnaval, op. 9 ist ein aus 23 (bzw. 22 erklingenden) kurzen Charakterstücken bestehender Klavierzyklus von Robert Schumann.
Das Stück handelt von einem Maskenball. Am Ball teilnehmen lässt Schumann unter anderem Figuren aus der Commedia dell’arte wie der Pierrot und der Harlekin, die Komponisten Frédéric Chopin und Niccolò Paganini, die Komponistin und spätere Ehefrau Clara Wieck (als Chiarina) sowie Schumann selbst in Form von Florestan und Eusebius.
Die Erstausgabe erschien 1837 im Verlag Breitkopf & Härtel mit einer Widmung für den polnischen Geiger Karol Lipiński.

## Hintergrund
Der Carnaval mit dem Untertitel Scènes Mignonnes composées pour le Pianoforte sur quatre notes entstand in den Jahren 1834/1835. Vorausgegangen war Schumanns Schwärmerei für „Schubertsche Walzer“. Am 2. März 1829 notierte er in seinem Tagebuch:

„[…] dann glückliche Fantasie über den Sehnsuchtswalzer.“

1833 und 1834 folgten drei Niederschriften von Entwürfen für „Scenes musicales“ und „Scenes mignonnes“ genannte Variationen über den Sehnsuchtswalzer. Im September 1834 entdeckte Schumann, dass die Buchstaben A-Es-C-H und As-C-H dem böhmischen Heimatstädtchen Asch seiner Verlobten Ernestine von Fricken, der Adoptivtochter eines böhmischen Barons, entsprachen. Die Ausführung der Scènes musicales sur un thème connu de Fran. Schubert ließ Schumann nun unvollendet liegen. Lediglich das Moderato überschriebene Einleitungsstück dazu übernahm er modifiziert in das Préambule genannte Vorspiel des  nun folgenden Zyklus, der die Buchstaben A-Es-C-H und As-C-H als Töne in den Miniaturen umsetzt.
Die gesamte Komposition dreht sich gewissermaßen um die im Mittelteil eingefügten, Sphinxes genannten, Lettres dansantes, zu denen auch die Kombination Es-C-H-A gehörte (die einzigen Buchstaben aus Schumanns Nachnamen, die als Töne umsetzbar sind). Diese Sphinxes werden nicht mitgespielt, sie dienen der Entschlüsselung und als Drehkreuz: Im ersten Teil des Werkes wird konsequent (meist gleich am Anfang einer Miniatur) die Tonfolge A-Es-C-H, in der zweiten Hälfte des Werkes die Notation As-C-H integriert.
Eigentlich sollte der Zyklus den deutschen Titel „Fasching“ bekommen, in dem auch die Tonbuchstaben A-Es-C-H oder As-C-H stecken. Der Untertitel sollte „Schwänke auf vier Noten“ lauten. Im Wort „Schwank“ findet man, wie in „Schumann“, Es-C-H-A. Schumann fügte sich aber den Wünschen des Verlegers. Der Titel wurde der Mode entsprechend französisiert zu Carnaval, Scènes mignonnes sur quatre notes.
Der Carnaval hängt auch mit der Gedankenwelt der Davidsbündler zusammen. Ein Stück trägt den Titel Estrella (Davidsbündlername Ernestine von Frickens). Chiarina ist der Davidsbündlername Clara Wiecks (mit C-H-A ebenfalls im Hauptmotiv des Zyklus enthalten, deutlicher als "Clara"), Eusebius und Florestan sind als Davidsbündlernamen Robert Schumanns die Personifikationen seiner gegensätzlichen Temperamente (verträumt und stürmisch), und der den Zyklus abschließende Marsch der Davidsbündler gegen die Philister symbolisiert gemäß Schumanns publizistischer Stilisierung der Davidsbündler einen Angriff auf die etablierten, aber in deren Augen geistlosen Größen des Musikmarkts. Die Miniaturen mit den Titeln Chopin und Paganini bilden die Ausnahmen in dem Duktus der beschriebenen Notation. Die Tonfolgen As-C-H scheinen nur nebenbei, jedoch nicht themenbildend auf.
Einige der 1834 ursprünglich für den Carnaval entstandenen Miniaturen wurden nicht in den endgültigen Zyklus übernommen, aber in den später zusammengestellten Sammlungen Bunte Bätter op. 99 (Nr. 6 Albumblatt III) und Albumblätter op. 124 (Nr. 4 Walzer, Nr. 11 Romanze und Nr. 17 Elfe) veröffentlicht.
Am Neujahrstag 1836 trennte sich Schumann endgültig von Ernestine von Fricken. Carnaval erfuhr seine deutsche Erstveröffentlichung im August 1837 bei Breitkopf & Härtel. In der französischen Erstausgabe vom 29. Juli 1837 bei Maurice Schlesinger in Paris fielen auf Wunsch des Verlegers einige Stücke weg, einige erhielten andere Titel. Als Widmungsträger wird auf den Titelblättern beider Veröffentlichungen nicht Ernestine genannt, sondern der polnische Geiger Charles Lipiński.

## Die Miniaturen
1. Préambule: Quasi maestoso – Più moto – Animato (– Vivo) – Presto. Motiv As-C-H (H notiert als Ces) im Animato-Vivo-Teil (im Bass sforzato)
2. Pierrot: Moderato. Motiv A-Es-C-H (H = Ces) im Bass (piano), im Kontrast dazu Es-C-B (forte), danach (ab T. 4) dieselbe Motivkombination in den Händen vertauscht.
3. Arlequin: Vivo. Motiv A-Es-C-H
4. Valse noble: Un poco maestoso. Motiv A-Es-H-C
5. Eusebius: Adagio – Più lento. Motiv A-Es-C-H umspielt mit Nebennoten
6. Florestan: Passionato. Motiv A-Es-C-H unterbrochen von Adagio-Zitaten aus den Papillons op. 2
7. Coquette: Vivo. Motiv A-Es-C-H im Thema mit Punktierungen verarbeitet
8. Réplique: L’istesso tempo. Nachsatz zur Coquette ohne Sphinx
--. Sphinxes. Motive Es-C-H-A, As-C-H und A-Es-C-H. Diese Noten sollen nicht gespielt werden.
9. Papillons: Prestissimo. Motiv A-Es-C-H (H = Ces)
10. A.S.C.H. – S.C.H.A. (Lettres dansantes): Presto. Motiv As-C-H. Die Töne Es-C-H(ces)-A tauchen auch unzusammenhängend innerhalb der ersten drei Takte auf.
11. Chiarina: Passionato. Motiv As-C-H. Das einzige Stück, in dem der Motiv-Hauptton As als Dissonanz auftritt und nach c-Moll aufgelöst wird.
12. Chopin: Agitato. Motiv versteckt in den beiden Schlusstakten: in der Melodie H-C, Schlusston As
13. Estrella: Con affetto – Più presto. Motiv As-C-H
14.  Reconnaissance: Animato. Motiv As-C-H, Die Melodie wird in der rechten Hand oktaviert gespielt, in der unteren Lage in Sechzehntel-Stakkato, in der oberen Lage in Achtel
15. Pantalon et Colombine: Presto. Motiv As-C-H
16. Valse allemande: Molto Vivace. Motiv As-C-H, dann Motiv Es-A-B-C (Abwandlung von Es-As-H-C)
17. Paganini: Presto. Ein Intermezzo zur Valse allemande. Virtuose gegenläufige und metrisch versetzte Stakkato-Sechzehntelfiguren. Motiv As-C-H im Takt 25
18. Aveu: Passionato. Motiv As-C-H, dann mit Zwischentönen geschmücktes Motiv H-C-Es-(As statt A).
19. Promenade: Con Moto. Motiv As-C-H, in Nr. 3 der Davidsbündlertänze op. 6 wird ein Motiv hieraus zitiert
20. Pause: Vivo. Wiederaufnahme des Vivo-Teils aus dem zweiten Teil der Préambule, Motiv As-C-H (H notiert als Ces) im Vivo-Teil (im Bass sforzato)
21. Marche des „Davidsbündler“ contre les Philistins: Non Allegro – Molto più vivo – Animato – Vivo – Animato molto – Più stretto. Motiv As-C-H. Ironische Pointe: Marsch im 3/4-Takt. Zitate des "Großvatertanzes", ein damals beliebter Kehraus, mit dem auch die Papillons op. 2 schließen, sowie von Formteilen aus der Préambule; strahlender Schluss.